# Christina Applegate
Christina Applegate (Los Ángeles, 25 de noviembre de 1971) es una actriz estadounidense, principalmente reconocida por su papel como Kelly Bundy en la serie de televisión Married... with Children (1987-1997). Desde entonces apareció en importantes roles en cine y televisión.
Comenzó su carrera en su niñez, asumiendo breves papeles en televisión. En 1987, obtuvo reconocimiento internacional al interpretar a Kelly Bundy en la comedia de situación Married... with Children, su papel más exitoso desde entonces. Aparte de aparecer en televisión, realizó su primer papel estelar en la película Streets (1990), a la cual le siguieron participaciones en Don't Tell Mom the Babysitter's Dead (1991) y Vibrations (1996). Tras finalizar Married... with Children, en 1997, protagonizó la comedia Jesse, que se transmitió desde 1998 a 2000. Luego interpretó el papel femenino principal de la película Just Visiting (2001). Otros de sus roles cinematográficos incluyen The Sweetest Thing (2002), Anchorman: The Legend of Ron Burgundy (2004) y Farce of the Penguins (2007). Por su trabajo actoral ha recibido diversos premios como el Emmy y el Tony.

## Carrera profesional

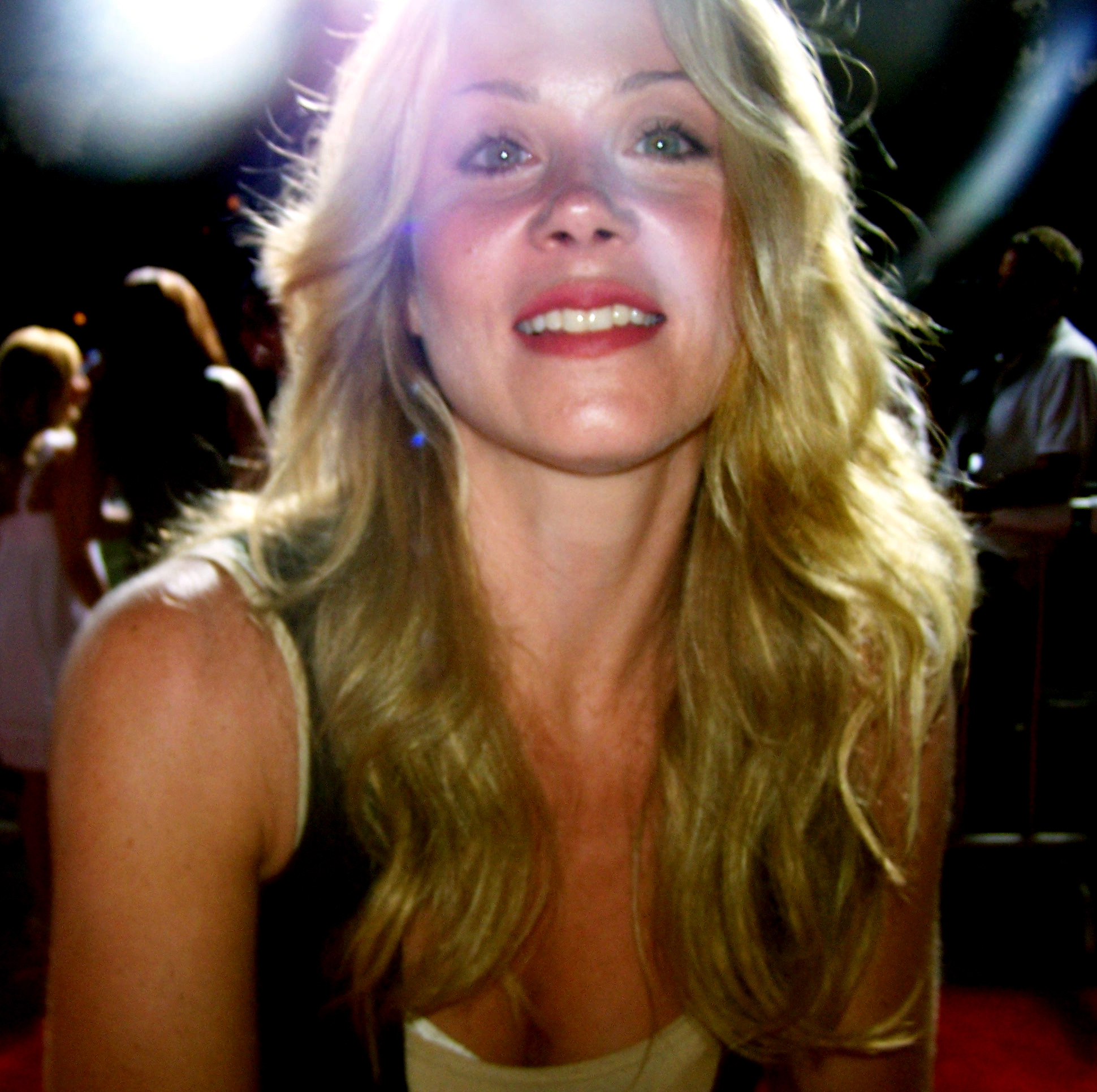
Christina Applegate en 2004

Christina Applegate hizo sus primeras apariciones en la televisión a los tres meses de edad, con su madre en un anuncio de jabón, y cinco meses en un comercial de Playtex. Su debut cinematográfico fue a los nueve años, en la película Mandíbula de Satanás y de la Beatlemanía.
A los dieciséis años saltó a la fama interpretando el papel de Kelly Bundy Ditzy en la comedia de Fox Matrimonio con hijos. Permaneció en esa serie durante diez años (1987-1997). Al mismo tiempo, actuó en las películas Hasta el amanecer (1988, NBC), Calles (1990), Vibraciones (1995), Across the Moon (1995), Wild Bill (1995), Mars Attack! (1996) y En ninguna parte (1997). En 1995, fue una de las fundadoras de The Pussycat Dolls. En 1997, Married with Children fue cancelado.
A los veinte años, trabajó como bailarina durante un mes en un local de Los Ángeles para experimentar la vida.
En 1998, la NBC le dio el papel principal en la comedia Jesse (1998-2000), que empezó a recibir buenas críticas. Gracias a la serie, Applegate fue elegida por la revista People como "Actriz Favorita en una nueva serie de televisión", mientras que consiguió una nominación al Globo de Oro como mejor actriz de comedia. Jesse fue cancelado en el año 2000.
Posteriormente, Applegate continuó actuando en películas como Héroes (2002), Wonderland, View from the Top, Sobreviviendo a la Navidad y El reportero: La leyenda de Ron Burgundy (2004).
En cuanto a su trabajo en televisión en 2004 ganó un Emmy por mejor actriz invitada en una comedia por su interpretación de Amy Green en la serie Friends (noviembre de 2002 hasta octubre de 2003).
En 2004, debutó en Broadway en el musical Sweet Charity, en el papel de Charity Hope Valentine. Por este papel fue nominada en 2005 para premiar a Tony a la mejor actriz en un musical.
En 2006, apareció en una campaña publicitaria de la marca Hanes y en el video musical A Public Affair de Jessica Simpson, junto con Eva Longoria, Ryan Seacrest y Christina Milian. En 2009, prestó su voz para el personaje Brittany Chipetts uno en la película Alvin y las ardillas 2 (The Squeakquel).
Christina protagonizó la comedia de ABC Samantha Who?  (2007-2009), serie sobre una chica de treinta años que después de un accidente sufre amnesia y tiene que redescubrir su vida, sus relaciones y a ella misma.

## Problemas de salud
El 3 de agosto de 2008, la revista People señaló que la actriz había sido diagnosticada de cáncer de mama, lo que fue confirmado por su representante. El día 19 del mismo mes, se comunicó que Applegate estaba curada de la enfermedad y que para evitar una recaída se había sometido a una doble mastectomía.
Tras análisis que se le practicaron en días previos, el 10 de agosto de 2021 anunció en sus redes sociales que padece una fuerte esclerosis múltiple, habiendo iniciado su tratamiento para poder realizar una vida normal.

## Filmografía

### Cine
| Año  | Título                                   | Personaje                      | Notas         |
| ---- | ---------------------------------------- | ------------------------------ | ------------- |
| 1981 | Beatlemania                              | Bailarina                      |               |
| 1981 | Jaws of Satan                            | Kim Perry                      |               |
| 1990 | Streets                                  | Dawn                           |               |
| 1991 | Don't Tell Mom the Babysitter's Dead     | Sue Ellen Crandell             |               |
| 1995 | Vibrations                               | Anamika                        |               |
| 1995 | Wild Bill                                | Lurline Newcomb                |               |
| 1995 | Across the Moon                          | Kathy                          |               |
| 1996 | Mars Attacks!                            | Sharona                        |               |
| 1997 | Nowhere                                  | Dingbat                        |               |
| 1998 | Jane Austen's Mafia!                     | Diane Steen                    |               |
| 1998 | The Big Hit                              | Pam Schulman                   |               |
| 1998 | Claudine's Return                        | Claudine Van Doozen            |               |
| 1999 | Out in Fifty                             | Lilah                          |               |
| 2000 | The Brutal Truth                         | Emily                          |               |
| 2001 | Sol Goode                                | Chica en bar                   | Sin acreditar |
| 2001 | Just Visiting                            | Julia Malfete                  |               |
| 2002 | The Sweetest Thing                       | Courtney Rockcliffe            |               |
| 2002 | Heroes                                   | Mujer (esposa)                 | Cortometraje  |
| 2003 | Grand Theft Parsons                      | Barbara                        |               |
| 2003 | Wonderland                               | Susan Launius                  |               |
| 2003 | View from the Top                        | Christine Montgomery           |               |
| 2004 | Surviving Christmas                      | Alicia Valco                   |               |
| 2004 | Anchorman: The Legend of Ron Burgundy    | Verónica Corningstone          |               |
| 2004 | Employee of the Month                    | Sara Goodwin                   |               |
| 2004 | Wake Up, Ron Burgundy: The Lost Movie    | Verónica Corningstone          |               |
| 2005 | Tilt-A-Whirl                             | Clienta                        | Cortometraje  |
| 2007 | Farce of the Penguins                    | Melissa                        | Voz           |
| 2008 | The Rocker                               | Kim Powell                     |               |
| 2009 | Alvin and the Chipmunks: The Squeakquel  | Brittany Miller                | Voz           |
| 2010 | Cats & Dogs: The Revenge of Kitty Galore | Catherine                      | Voz           |
| 2010 | Going the Distance                       | Corinne                        |               |
| 2011 | Hall Pass                                | Grace Searing                  |               |
| 2011 | Alvin and the Chipmunks: Chipwrecked     | Brittany Miller                | Voz           |
| 2013 | Anchorman 2: The Legend Continues        | Verónica Corningstone-Burgundy |               |
| 2014 | The Book of Life                         | Mary Beth                      | Voz           |
| 2015 | Vacation                                 | Debbie Fletcher Griswold       |               |
| 2015 | Alvin and the Chipmunks: The Road Chip   | Brittany Miller                | Voz           |
| 2016 | Youth in Oregon                          | Kate Gleason                   |               |
| 2016 | Bad Moms                                 | Gwendolyn James                |               |
| 2017 | Crash Pad                                | Morgan Dott                    |               |
| 2017 | A Bad Moms Christmas                     | Gwendolyn James                | Cameo         |

### Televisión
| Año       | Título                       | Personaje                 | Otros                                                  |
| --------- | ---------------------------- | ------------------------- | ------------------------------------------------------ |
| 1972      | Days of Our Lives            | Burt Grizzell (bebé)      | Recurrente                                             |
| 1981      | Father Murphy                | Ada                       | Episodio: "A Horse from Heaven"                        |
| 1983      | Grace Kelly                  | Joven Grace Kelly         | Telefilme                                              |
| 1984–1985 | Charles in Cargue            | Stacy                     | 2 episodios                                            |
| 1986      | Silver Spoons                | Jeannie Bolens            | Episodio: "A Family Affair"                            |
| 1986      | All Is Forgiven              | Simone                    | Episodio: "Mother's Day"                               |
| 1986      | Still the Beaver             | Mandy / Wendy             | 2 episodios                                            |
| 1986      | Amazing Stories              | Holly                     | Episodio: "Welcome to My Nightmare"                    |
| 1986–1987 | Heart of the City            | Robin Kennedy             | 13 episodios                                           |
| 1987      | Family Ties                  | Kitten                    | Episodio: "Band On The Run"                            |
| 1987–1997 | Married... with Children     | Kelly Bundy               | Elenco principal; 257 episodios                        |
| 1988      | Dance 'til Dawn              | Patrice Johnson           | Telefilme                                              |
| 1988      | 21 Jump Street               | Tina                      | Episodio: "I'm OK – You Need Work"                     |
| 1990      | The Earth Day Special        | Kelly Bundy               | Especial de televisión                                 |
| 1991      | Top of the Heap              | Kelly Bundy               | 2 episodios                                            |
| 1993      | Saturday Night Live          | Ella misma (invitada)     | Episodio: "Christina Applegate/Midnight Oil"           |
| 1998–2000 | Jesse                        | Jesse Warner              | 42 episodios; coproductora                             |
| 2001      | Prince Charming              | Kate                      | Telefilme                                              |
| 2002–2003 | Friends                      | Amy Green                 | 2 episodios                                            |
| 2004      | King of the Hill             | Colette / Abogada (voces) | Episodio: "My Hair Lady"                               |
| 2004      | Father of the Pride          | Candy (voz)               | Episodio: "One Man's Meat Is Another Man's Girlfriend" |
| 2005      | Suzanne's Diary for Nicholas | Dr. Suzanne Bedford       | Telefilme                                              |
| 2007–2009 | Samantha Who?                | Samantha «Sam» Newly      | Protagonista; también productora                       |
| 2008      | Reno 911!                    | Seemji                    | Episodio: "Did Garcia Steal Dangle's Husband?"         |
| 2009      | Star-ving                    | Ella misma                | Episodio: "Married with Children"..The Movie"          |
| 2011–2012 | Up All Night                 | Reagan Brinkley           | 35 episodios; productora                               |
| 2012      | Saturday Night Live          | Ella misma                | Episodio: "Christina Applegate/Passion Pit"            |
| 2015      | Web Therapy                  | Jenny Bologna             | 2 episodios                                            |
| 2015      | The Muppets                  | Ella misma                | Episodio: "Bear Left Then Bear Write"                  |
| 2015      | The Grinder                  | Gail Budnick              | Episodio: "A Bittersweet Grind (Une Mouture Amer)"     |
| 2019–2022 | Dead to Me                   | Jennifer «Jen» Harding    | Protagonista; 30 episodios                             |

## Premios

### Ganados
- Ganó un Premio Emmy en 2003, a la "Mejor actriz invitada" por la serie Friends.

### Nominaciones
- Fue nominada en los Premios Tony en 2005 a la "Mejor actriz en un musical" por la obra de Sweet Charity.

- Fue nominada en los premios Globo de oro en 2008 a la "Mejor actriz en serie de televisión, comedia o musical" por la serie Samantha ¿Qué?.

- Fue también nominada cuatro veces al Annual Youth in Film Awards, dos de las cuales ganó.